# Convitto nazionale Agostino Nifo
Il convitto nazionale Agostino Nifo di Sessa Aurunca è un convitto nazionale, facente parte della rispettiva rete, che ospita all'interno della sua struttura un istituto comprensivo formato da una scuola primaria, una scuola secondaria di primo grado, un liceo classico europeo ed un liceo musicale, tutti statali. Si trova in piazza Nifo 1, all'interno del centro storico della cittadina.

## Storia del palazzo

### Monastero agostiniano della SS. Trinità

#### Origini (XIV-XVII secolo)
La prima testimonianza di un complesso in quella che poi sarebbe divenuta piazza Nifo si ha nel 1363, quando l'università locale acquistò l'area occupata dal palazzo del nobile Giacomo di Galluccio per costruirvi una chiesa dedicata alla Santissima Trinità e un ospedale dedicato all'Annunziata. Il progetto venne portato a termine nei tempi previsti ma sorsero problemi di varia natura non chiariti. Nel 1418 il duca Giovannantonio Marzano decise di sopprimere l'ospedale e la chiesa e di donare questi due edifici con tutti i beni arrivati nel corso degli anni ai monaci agostiniani, che erano arrivati nella cittadina attorno al 1388. Tale donazione venne osteggiata dal popolo, ostile al duca, che fondò una nuova chiesa dedicata all'Annunziata nell'area che poi sarebbe diventata piazza XX settembre.
Poco si sa delle origini del convento; paragonandolo al territorio attuale, è stato ipotizzato che:
- la chiesa della SS. Trinità fosse l'attutale chiesa di Sant'Agostino;
- l'estensione del convento si limitasse all'odierno chiostro (che era molto più ampio, ma la struttura verrà poi stravolta nel corso dei secoli);
- l'ospedale comprendesse l'edificio del convitto;
- la farmacia e infermeria, poi anche spezieria, fosse nella struttura della banca, con un giardino annesso oggi completamente scomparso.

L'ingresso principale alla struttura si trovava sulla strada che conduce alla chiesa di San Carlo, mentre le altre porte o erano poco utilizzate o sono state aggiunte successivamente. Dell'arredamento originale della chiesa non si conserva ormai quasi nulla, in quanto fu tutto rimodernato nel XVIII secolo.

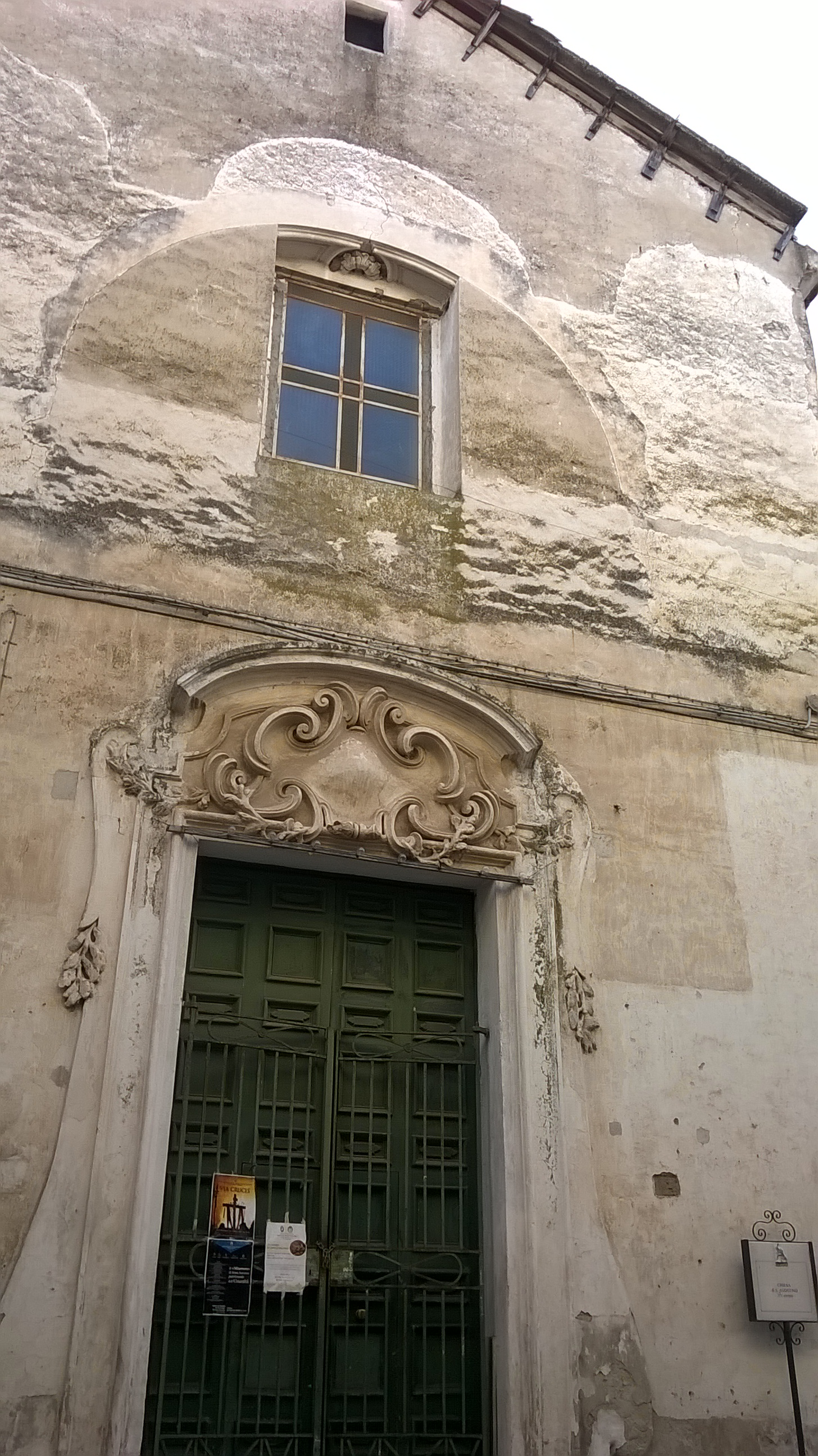
Chiesa di Sant'Agostino

L'uso scolastico era già in atto nel XV secolo nell'ambiente del seminario, e importanti professori di varie università italiane, come il grammatico Antonio Calcidio di Napoli o il filosofo Agostino Nifo, suo allievo, si fermarono spesso per tenere lezione. L'apice venne però toccato tra il XVI e il XVII secolo: infatti, l'ottima condizione economica in cui si trovava Sessa ebbe ripercussioni positive sul convento, che divenne anche ospizio. Probabilmente vi era anche un ragguardevole numero di opere d'arte, per la maggior parte provenienti da conventini soppressi nel 1650, oggi distribuite in tutta Italia. Alcuni commenti di illustri visitatori aiutano a rendere l'idea della grandiosità della struttura e capire meglio come era divisa:
(Angelo Rocca, 1584)
(Lucio Sacco, 1640)
(Relazione comunale del 1650)
In sintesi, si può dunque evincere che i "locali di servizio" (infermeria, foresteria etc.) si trovavano al piano terra, mentre i dormitori al piano superiore.

#### Il restauro

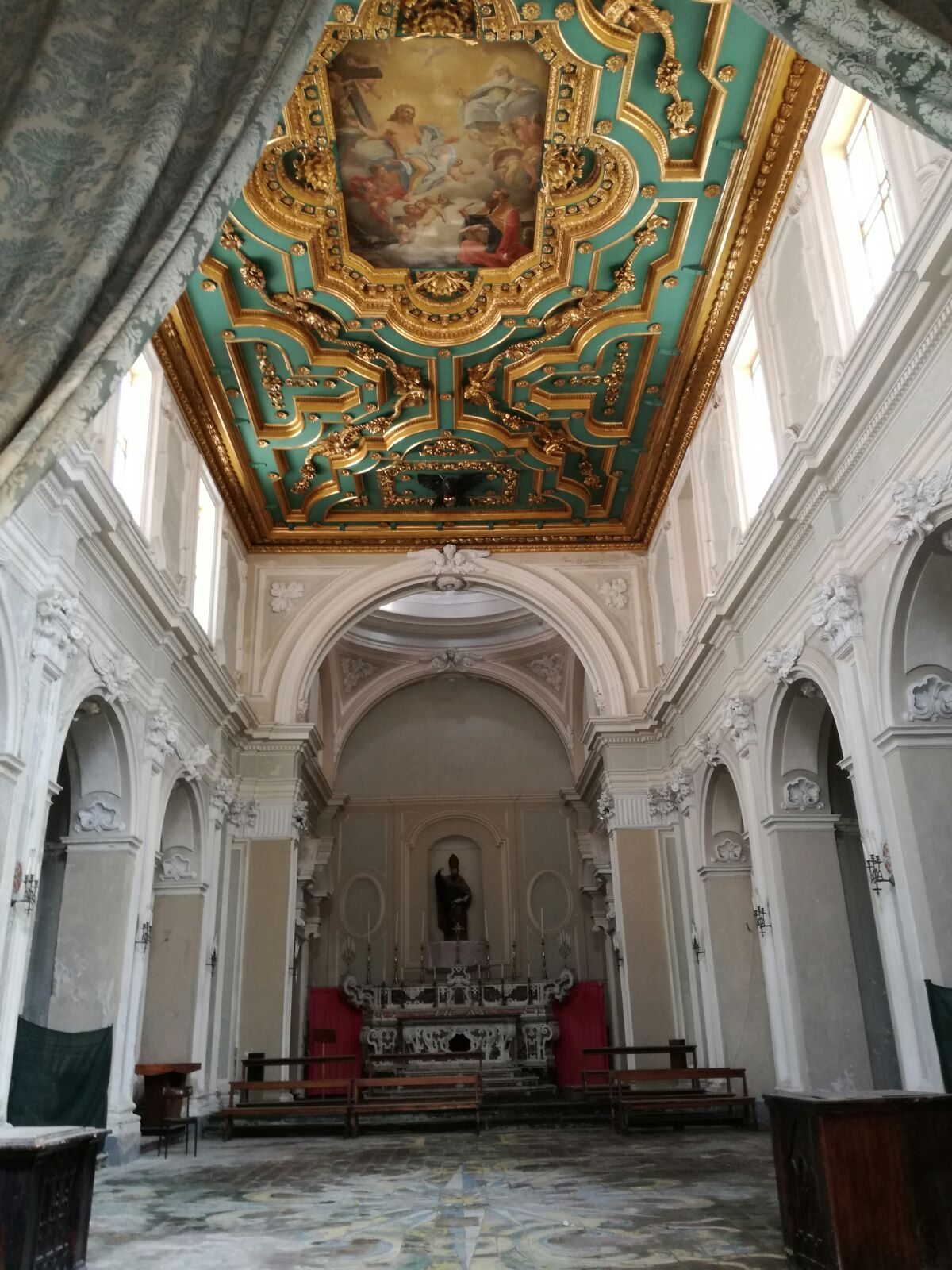
Interno della chiesa

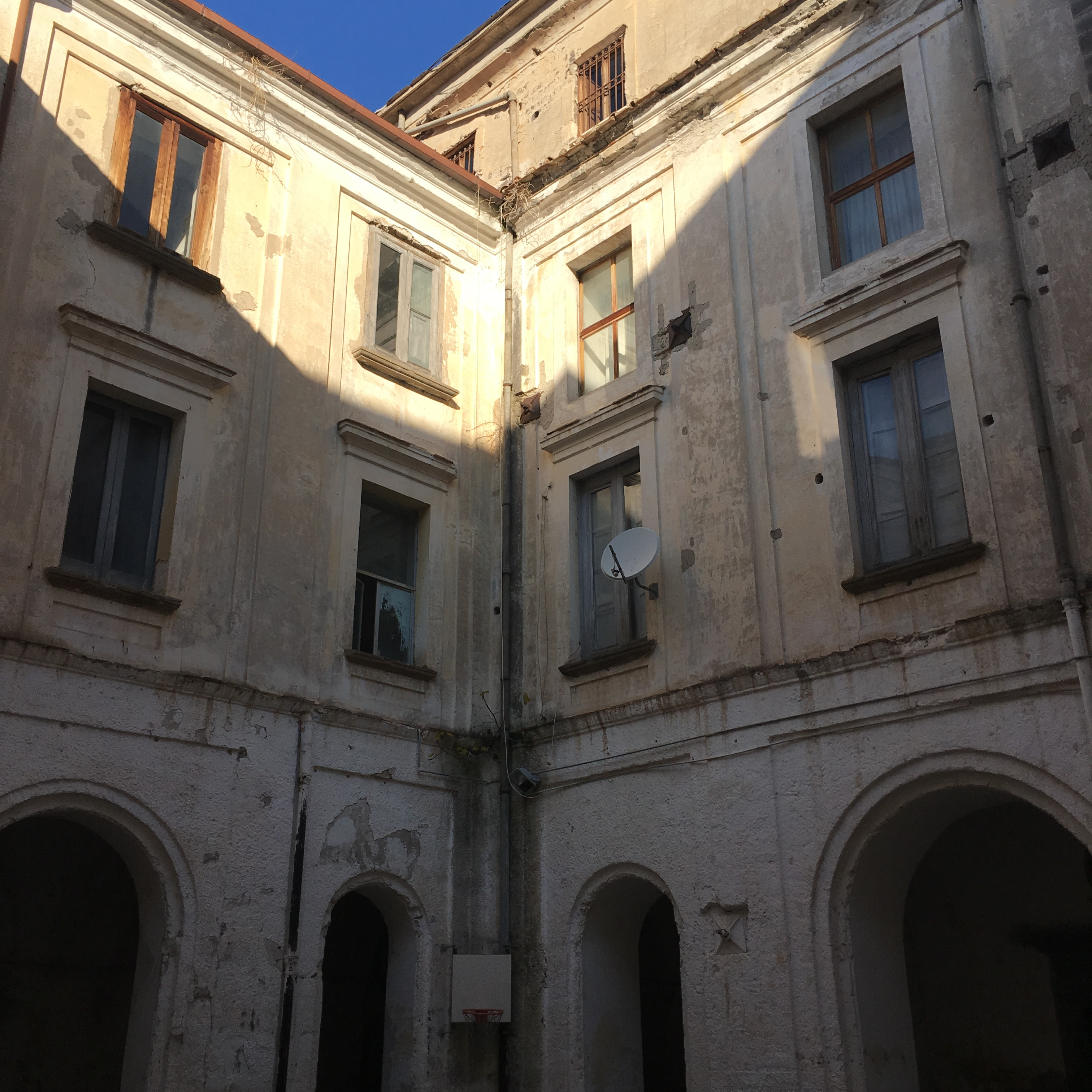
Locale del chiosco, dove in precedenza si trovava il convento

Nel '700 cominciarono degli imponenti lavori di restauro che si divisero in due parti: nella prima metà del secolo venne restaurata la chiesa sotto la direzione di Ferdinando Sanfelice, mentre nella seconda metà venne restaurata l'intera struttura (originariamente era previsto un semplice allargamento con nuovi dormitori, e solo in un secondo momento si è deciso di agire su tutto l'edificio) dagli architetti Domenico Antonio Vaccaro e Giuseppe Astarita (che ebbe la supervisione di Luigi Vanvitelli, all'epoca impegnato alla Reggia di Caserta) e infine, dopo la loro morte, dall'ingegnere Francesco Giuseppe Gasperi.
Alla fine della prima parte, la chiesa divenne di stile tardobarocco: novità furono l'aggiunta di gradini e di un arco all'ingresso, la modifica della cupola che viene inglobata al tetto, la creazione di un nartece a tre navate (poi rimosso nel 1933 durante l'allargamento di Corso Lucilio insieme al portico), la realizzazione del pavimento da parte di Donato Chianese, appartenente ad una famiglia di maestri riggiolari sessani, e l'incastonatura al centro del controsoffitto di una tela raffigurante la Trinità con Sant'Agostino nell'atto di scrivere. Lato negativo fu però la cessione a chiese vicine di molteplici opere d'arte che non avevano trovato spazio nel nuovo progetto.
I lavori per il convento furono molto dispendiosi (tanto che crearono gravi debiti a causa di prestiti non sempre restituiti) e rallentati da due terremoti nel 1759 e 1761. Il progetto prevedeva che la struttura nuova si andasse a fondere con quella vecchia, in un processo di amalgama. La facciata fu rifatta in mattoni di tufo con finestre quadrangolari al piano terra e finestroni rettangolari sopra; il campanile con orologio fu invece sormontato da un timpano triangolare. Il vecchio ingresso venne chiuso e diventò il collegamento per una torretta oggi in disuso; l'ingresso principale venne ricavato poco più in là ed è caratterizzato da un lungo androne che si collega a sinistra col chiostro e a destra col cortile, mentre per salire fu costruito uno scalone ad angolo. Infine, tornando al cortile, questo venne creato proprio in tale occasione costruendo un muro che lo dividesse dall'altro giardino, e vennero realizzati dei balconi che ci si affacciano sopra.

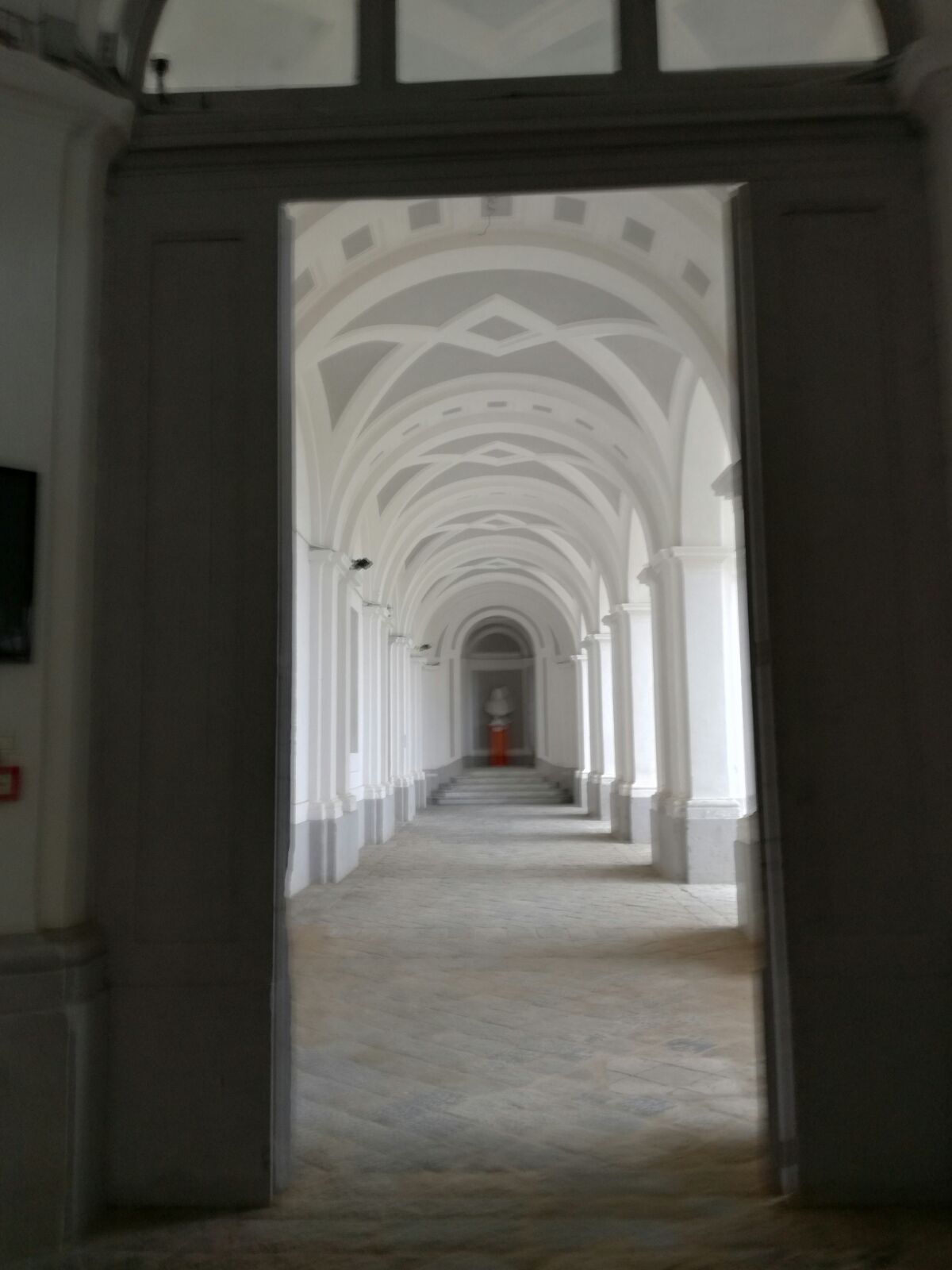
Ingresso del convitto

Il risultato fu imponente, quasi spropositato rispetto alla relativa importanza del convento e alle sue effettive possibilità economiche. Emblematico è il duro commento di Johann Gottfried Seume, che qui alloggiò nel 1802, che definì l'edificio "una blasfemia per il voto di povertà".

#### Fatti storici e soppressione del 1809
La prima metà del XVIII secolo rappresentò però un periodo di involuzione per Sessa in quanto divenne periferia del Regno anche dal punto di vista culturale, e nel 1733 l'Università fallì.
Nel 1770, la notte tra l'11 e il 12 maggio, il compositore Wolfgang Amadeus Mozart, insieme al padre Leopold, soggiornò nel convento durante il suo viaggio verso Napoli.
Durante la rivolta napoletana del 1799 contro Napoleone l'edificio si trasformò in un ospedale militare ma venne saccheggiato prima dalla plebe stessa e poi dai soldati francesi.
Nel 1801 e nel 1802 qui vi soggiornarono il re di Sardegna Carlo Emanuele IV di Savoia con la consorte, oltre al già citato scrittore Johann Gottfried Seume.
Nel 1809 il convento degli agostiniani, che era formato da appena 23 preti, venne soppresso insieme ad altri conventi minori della zona. All'epoca gli agostiniani di Sessa erano titolari di 24 rendite, tra cui crediti per quasi 4000 ducati. Dal verbale redatto dai deputati addetti al sequestro si evince che la struttura fosse pressoché identica a come ci appare oggi; ad esempio, nella descrizione del primo piano si legge che:
(Verbale del sequestro, 1809)

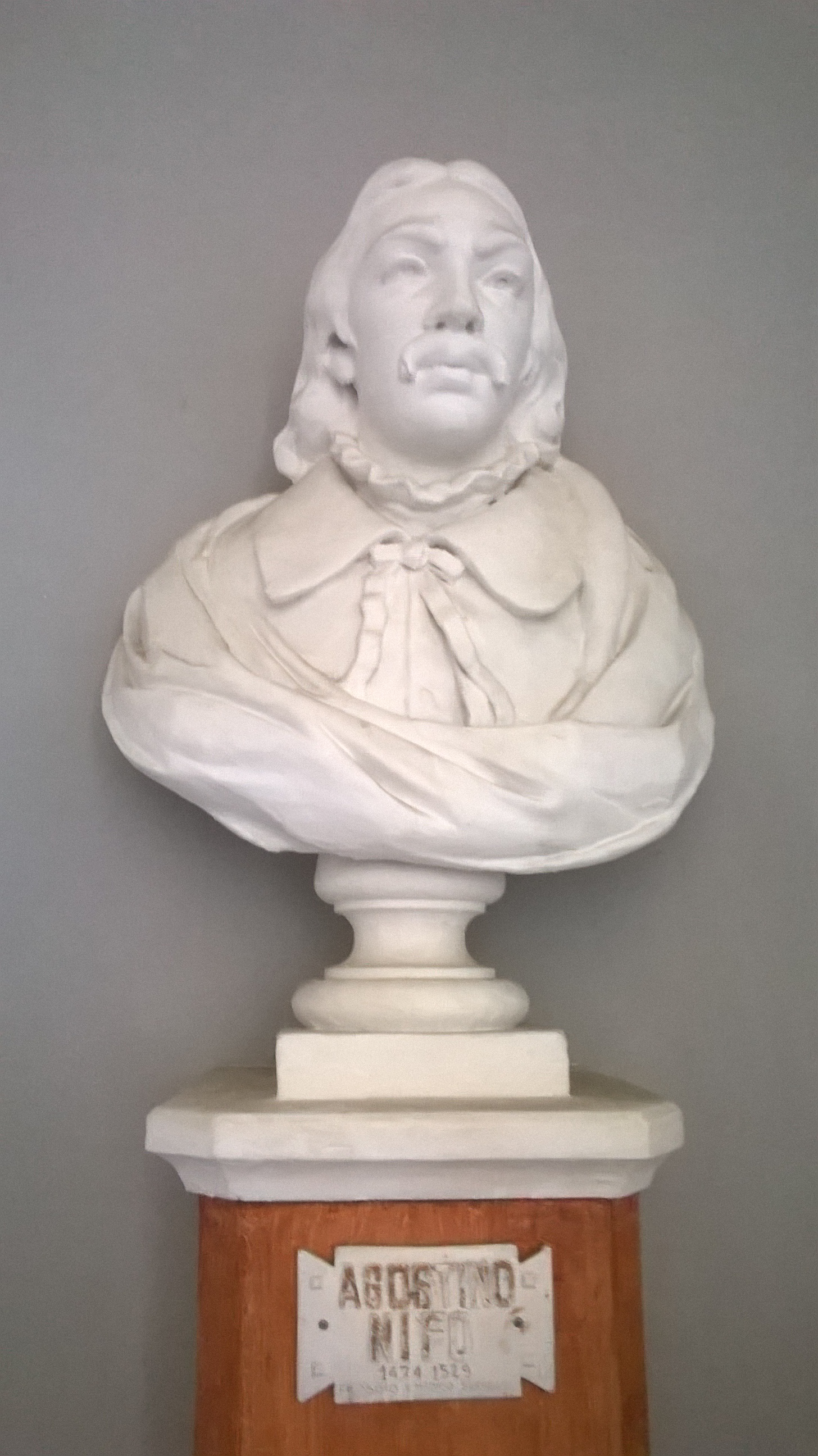
Busto di Agostino Nifo

Non è infatti difficile ricollegare questi stanzoni alle attuali aule, poi restaurate nel corso del tempo.

### Usi vari (1809-1868)
Nel 1811 l'edificio venne usato come alloggio per gli ufficiali napoleonici, e il generale Paul Grenier vi alloggiò fino alla fine del regno murattiano.
Nel 1815, con il ritorno dei Borbone, la struttura venne adibita a Real Caniera, per far riposare ed esercitare i cani del re utilizzati nelle battute di caccia durante il periodo estivo.
Nel 1818 il vescovo Bartolomeo Varrone chiese al comune di trasferire la sede del Seminario diocesano nell'ex-convento agostiniano; la proposta venne accolta, e a partire dall'anno seguente cominciò un contratto d'affitto di 100 ducati annui (la somma causò un conflitto col comune risoltosi solo nel 1821). Il vescovo effettuò però una vera e propria opera di impoverimento dello stabile, vendendo tutti gli oggetti di lusso presenti ed aggiungendo elementi più comuni (tolse altari di marmo, l'organo e alcune panche di noce dalla chiesa, ma aggiunse dei bagni all'ex-convento). Oggi la maggior parte delle opere ivi presenti, compresi i 22 quadri descritti nel verbale di sequestro del 1809, sono diffuse in varie chiese della Campania (certe volte anche nelle parrocchie delle frazioni, come l'organo che finì a Carano). Venne anche operato un parziale svuotamento della biblioteca, con molti volumi che oggi si trovano nella Biblioteca nazionale Vittorio Emanuele III di Napoli.
Nel 1845 l'ex-convento era posseduto a metà dal comune e dal vescovo: la parte comunale venne usata come quartiere della Gendarmeria reale, quella vescovile come seminario diocesano. Quest'ultima venne però requisita nel 1860 per essere usata come un ospedale militare di 500 letti a carico del comune e della popolazione.

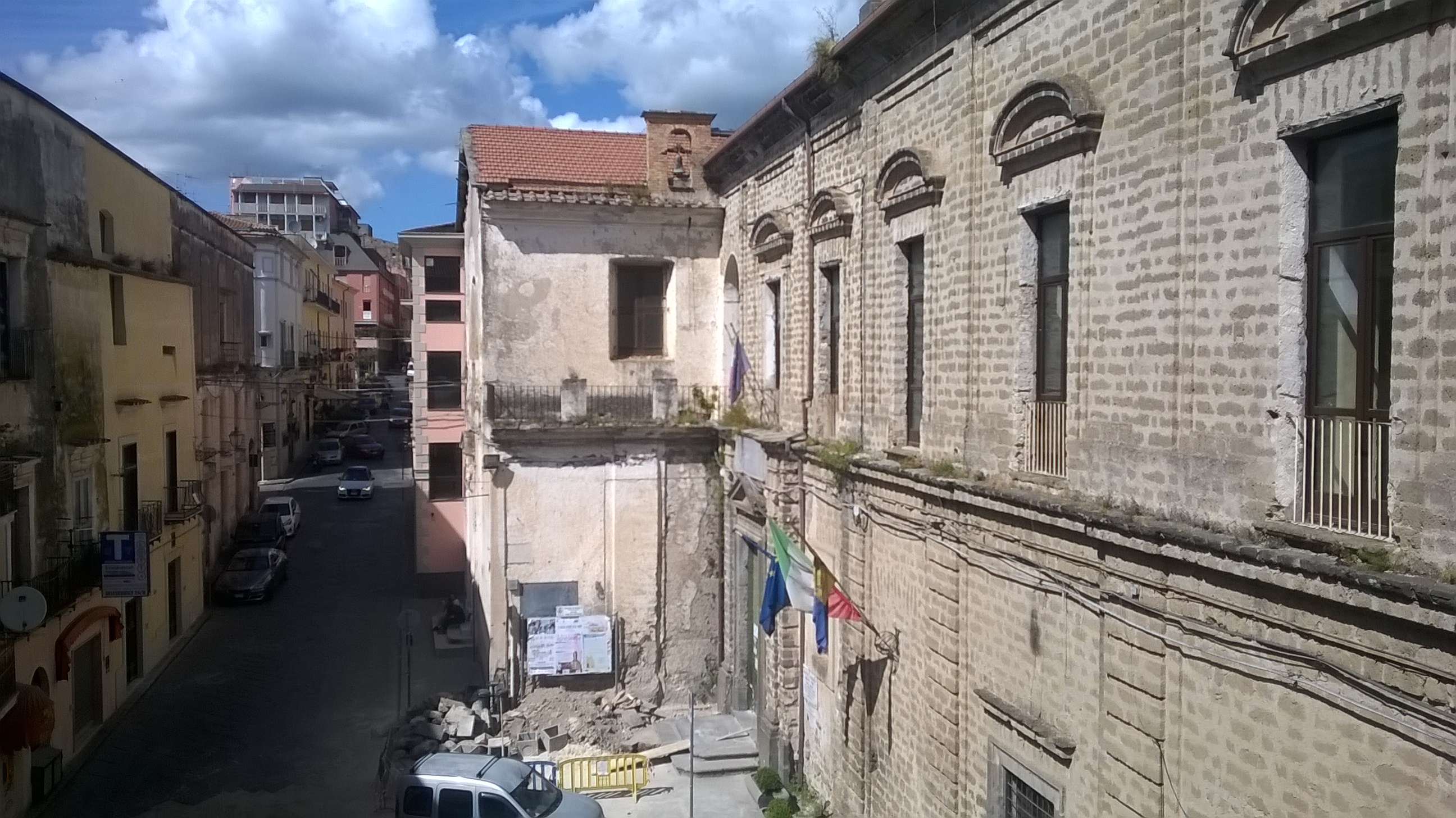
Facciata vista dalla biblioteca

Nel frattempo, iniziò un'altra lite col nuovo vescovo Ferdinando Girardi in merito all'"apertura di una sezione laicale [...] nel locale del Seminario" chiesta dal comune ma osteggiata dal vescovo perché avrebbe causato "grave danno all'istruzione giovanile". Il Seminario, che come detto sopra era stato requisito nel 1860, venne però definitivamente chiuso e un suo riutilizzo fu possibile solo alla morte di Girardi nel 1867: il progetto prevedeva l'apertura di un Ginnasio e di un liceo nel palazzo dell'ex-convento.

### Convitto nazionale
L'11 luglio 1868 un certo Giambattista Solari di Napoli venne nominato Direttore del Ginnasio, a seguito del rifiuto di Stanislao Trabucco. Con deliberazione del 21 agosto l'istituto venne ufficialmente nominato "Agostino Nifo", dal filosofo sessano che aveva anche alloggiato nel convento secoli prima; pochi mesi dopo il Ginnasio nacque anche il Liceo.
Nel 1882 fu ordinata la soppressione del liceo per mancanza di fondi ma già due anni dopo venne istituito il ginnasio statale con annesso convitto comunale, mentre il 14 luglio 1887 venne ufficialmente istituito il liceo-ginnasio. Nel 1889 il vescovo Giovanni Maria Diamare decise di cedere la parte di competenza della Chiesa al comune, e quest'ultimo divenne unico proprietario dell'immobile.
Intanto si propose di abbattere la chiesa di Sant'Agostino (da poco eretta), ma non si procedette, mentre l'ex-spezieria venne sostituita da una banca (a lungo Banca Massicana di Antonio Girfatti poi CariParma).
Il Convitto nazionale venne istituito per interessamento del conterraneo ministro della pubblica istruzione Pietro Fedele con Regio Decreto 1638 del 4 settembre 1925 e nel 1926 venne anche vietata qualsiasi costruzione che potesse modificare o compromettere l'area del Nifo.

Francobollo del 2006 dedicato al liceo classico

Durante la seconda guerra mondiale si pensò per breve tempo di utilizzare i locali sotterranei come rifugio antiaereo, poi questo non si realizzò per l'intervento di monsignor Gaetano De Cicco. Tornò invece alla sua vecchia funzione di ospedale militare, e venne usato dalle truppe alleate.
Negli anni '70 venne operato un nuovo restauro, che prevedeva la demolizione del quarto piano e l'ammodernamento di alcune parti.
Il sisma del 1980 causò gravi danni alla struttura, mai veramente sistemati con crepe ancora oggi visibili in alcune stanze.
Nel 2006 viene emesso da Poste Italiane un francobollo dedicato al Liceo Classico Statale del Convitto del valore di €0,45.
Negli ultimi anni si sono susseguiti vari tentativi di restauro, spesso spenti sul nascere (si pensava addirittura di sostituire il cortile con un campo di basket), fino ai lavori cominciati nel 2015 che prevedono lo spostamento del Monumento ai caduti presente sulla facciata, la sistemazione di alcuni stabili e la rimozione di alberi secolari.
L'11 maggio 2017 la provincia, a causa di dissesti economici, ordina la chiusura del Liceo Classico, con il "Cirillo" di Aversa ed il "Mattei" di Caserta, per problemi di stabilità della struttura; tuttavia, il 15 maggio, giorno della prevista interruzione delle lezioni, l'ordine viene annullato.

## Biblioteca

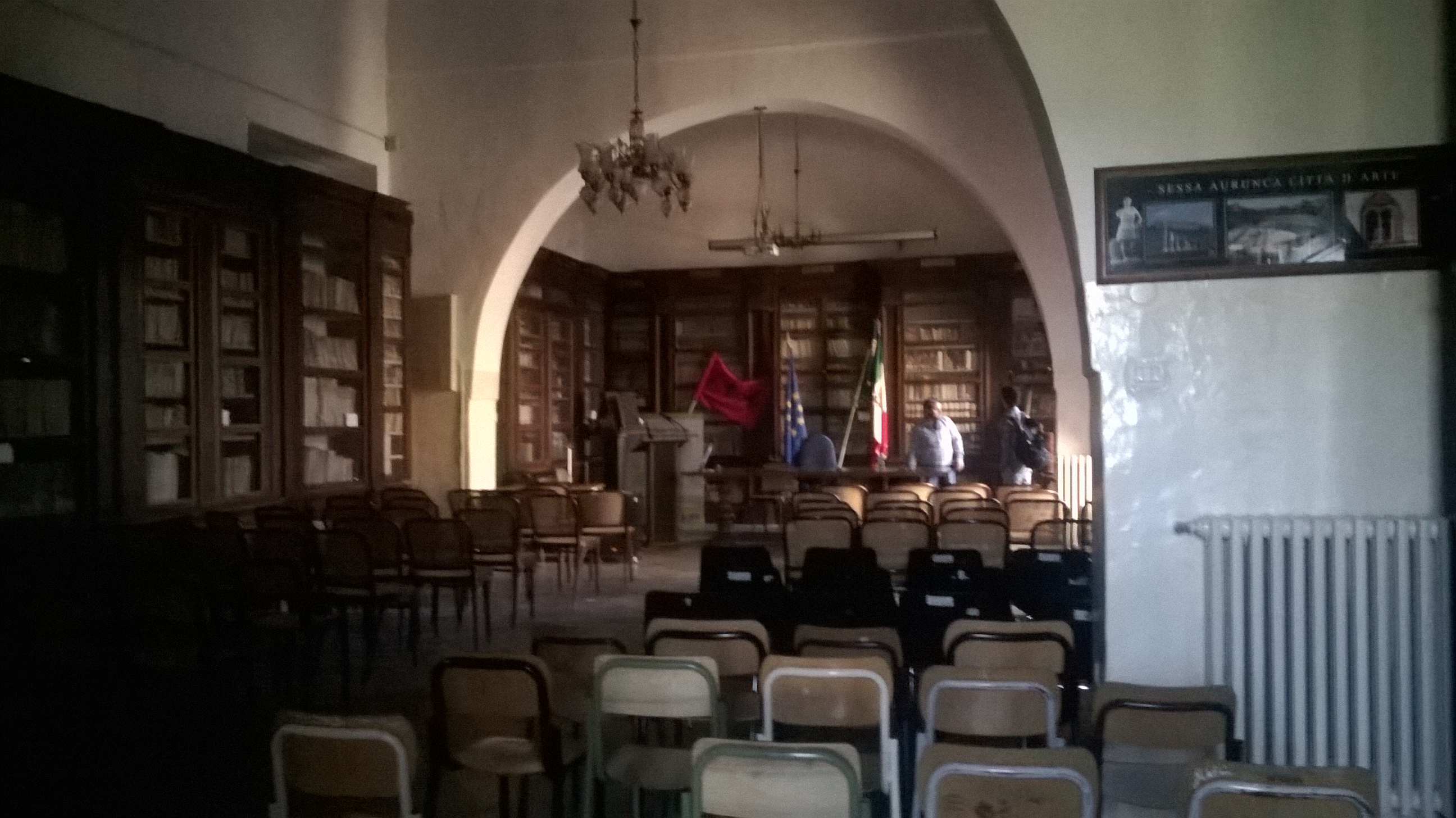
Biblioteca

Al tempo del convento, la biblioteca agostiniana era conosciuta per l'immensa mole di libri contenutivi, tanto che molte sono le lettere di richieste di scambio di opere doppie con altre biblioteche. Il culmine massimo si ebbe dopo la soppressione dei "conventini" del 1652, con i testi delle chiese chiuse che vennero trasferiti alla SS. Trinità; l'elenco di questi volumi è conservato in un manoscritto della Biblioteca Apostolica Vaticana. Dopo il sequestro del 1809, però, la maggior parte delle opere è andata a finire nella Biblioteca Reale di Napoli.
Quella degli agostiniani era una biblioteca aperta alle nuove tendenze, come testimonia la presenza di numerosi testi giansenisti e quelli dei loro oppositori, molte opere di filosofia e lavori di Antonio Genovesi e Ludovico Antonio Muratori, oltre ad altre opere all'epoca censurabili sul piano teologico.
Oggi, grazie ad un intervento di aggiunta di libri recenti, che si sono uniti a quelli sopravvissuti al sequestro, la biblioteca contiene all'incirca 2000 volumi, di cui alcune copie originali degli scritti del Nifo ed una Bibbia di Borso d'Este.

### Opere conservatevi

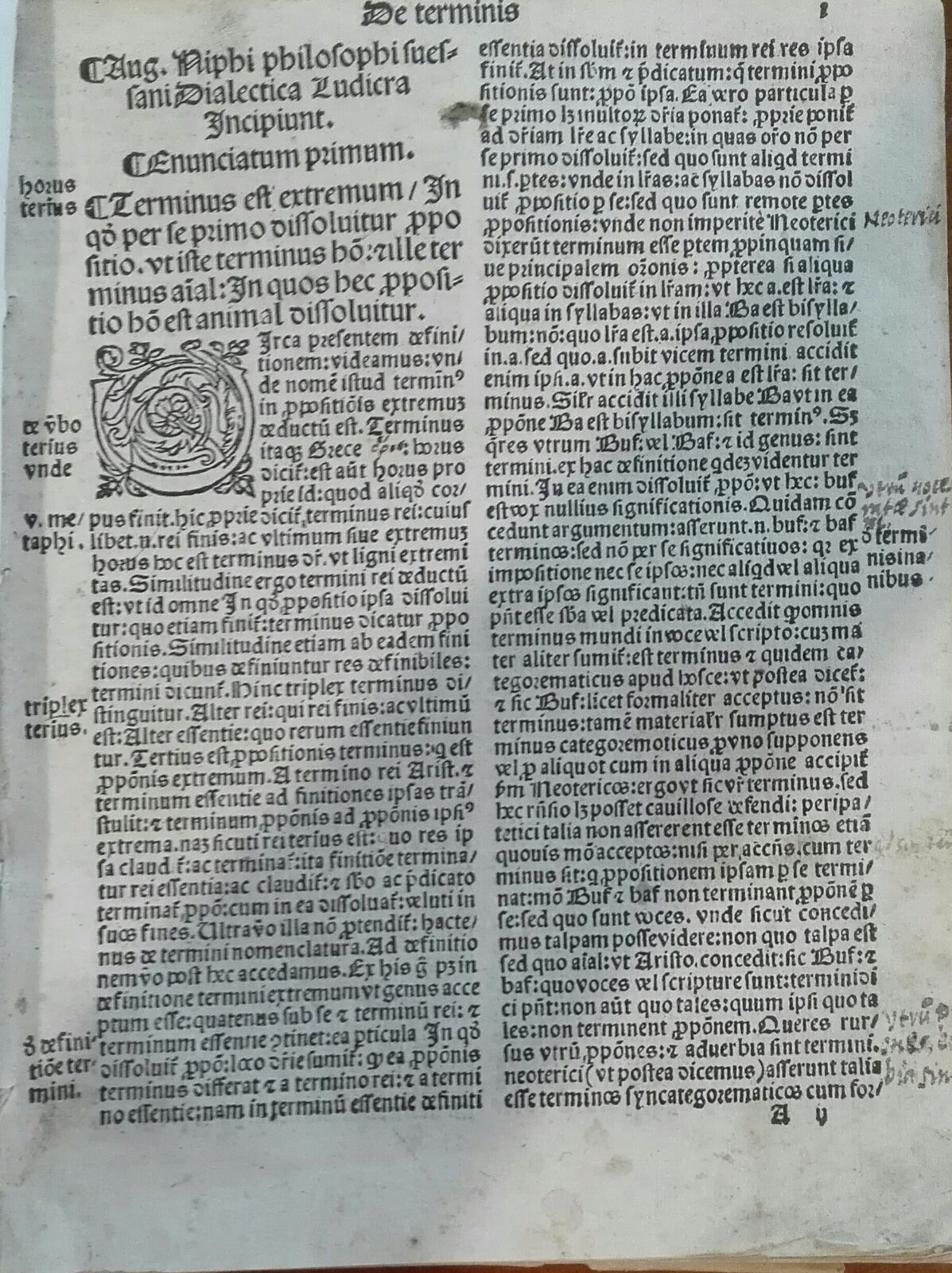
Agostino Nifo, Dialectica ludicra (1521), frontespizio
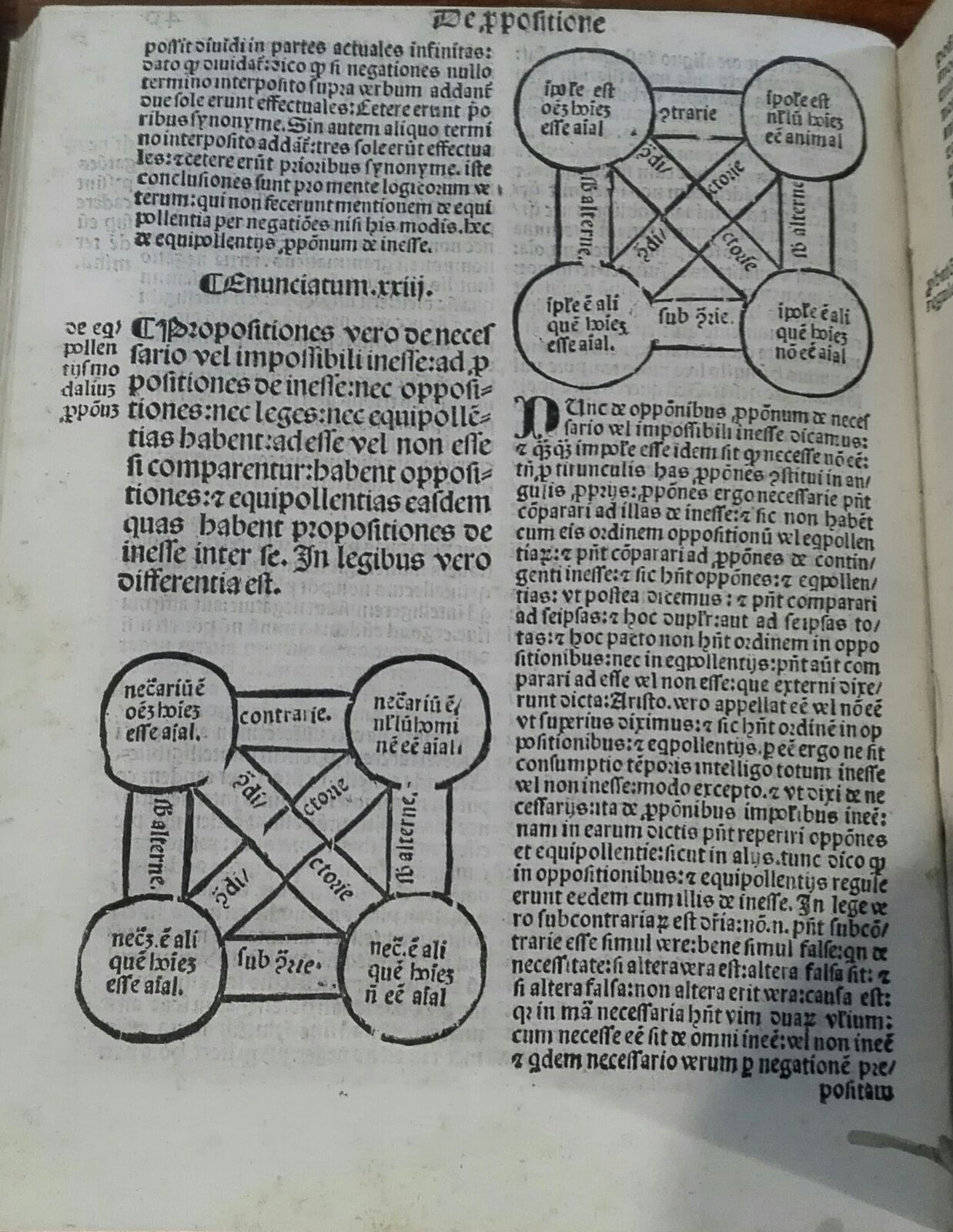
Agostino Nifo, Dialectica ludicra (1521), disegno interno
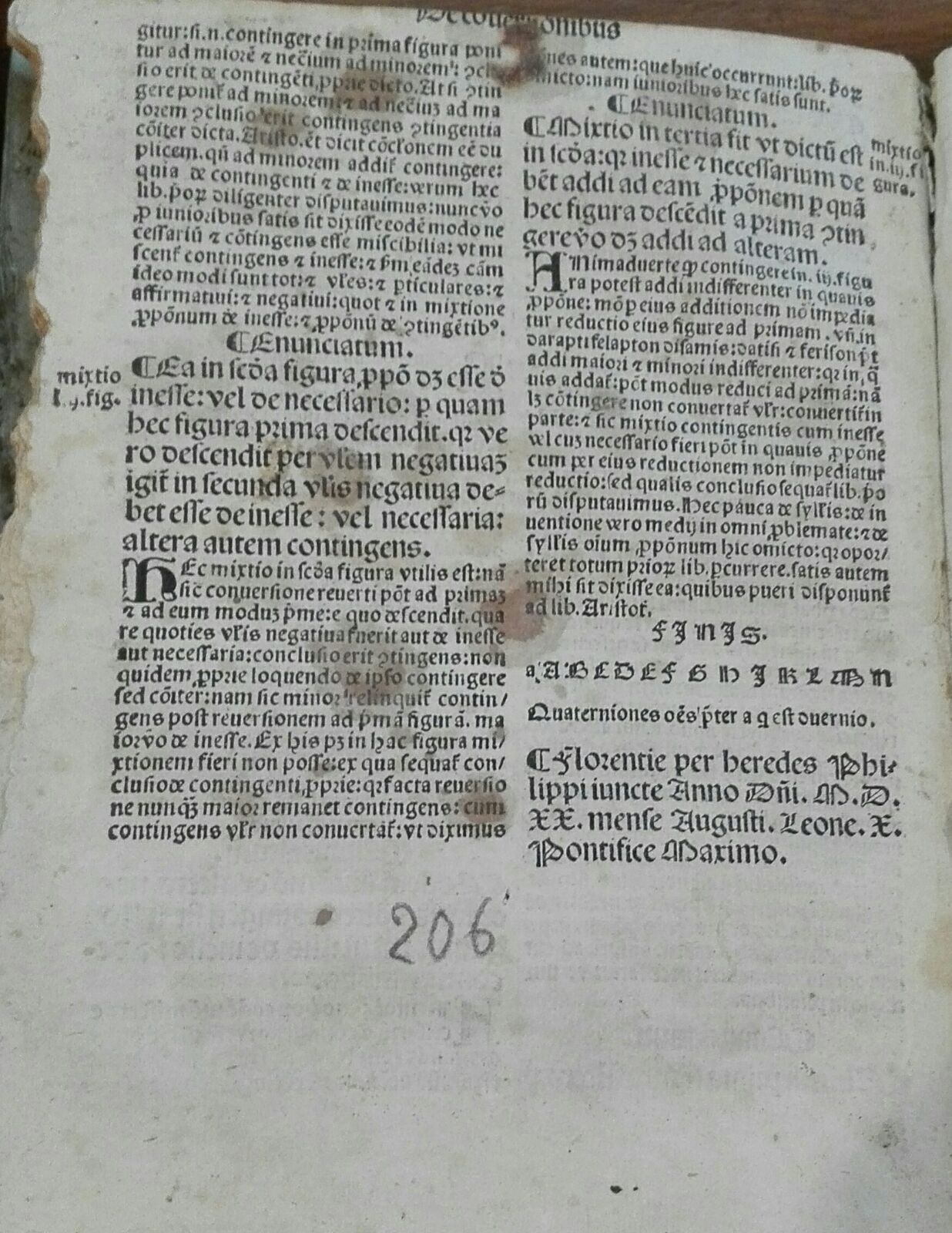
Agostino Nifo, Dialectica ludicra (1521), colophon
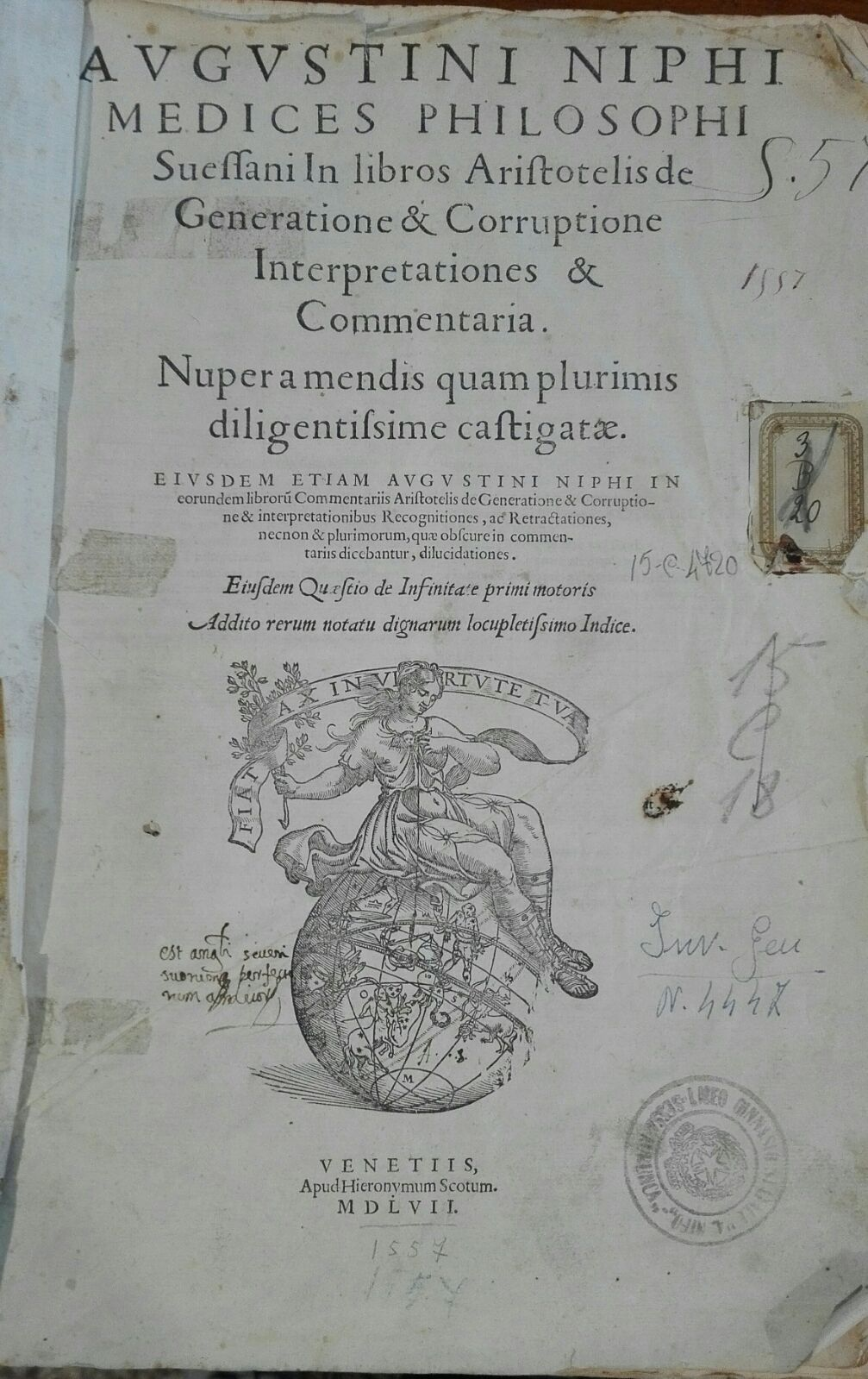
Agostino Nifo, In libros Aristotelis De generatione & corruptione interpretationes & commentaria (1557), frontespizio
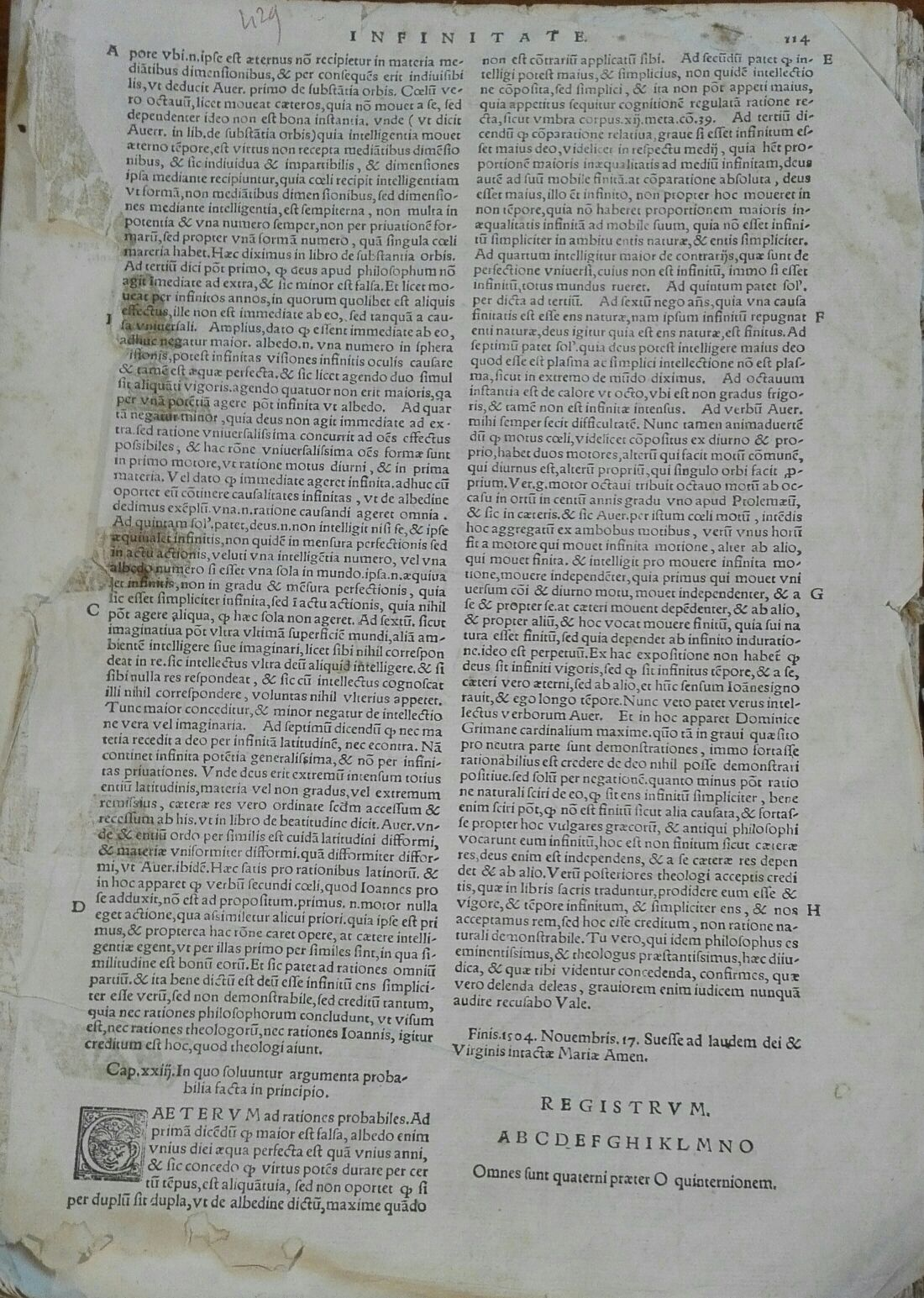
Agostino Nifo, In libros Aristotelis De generatione & corruptione interpretationes & commentaria (1557), colophon
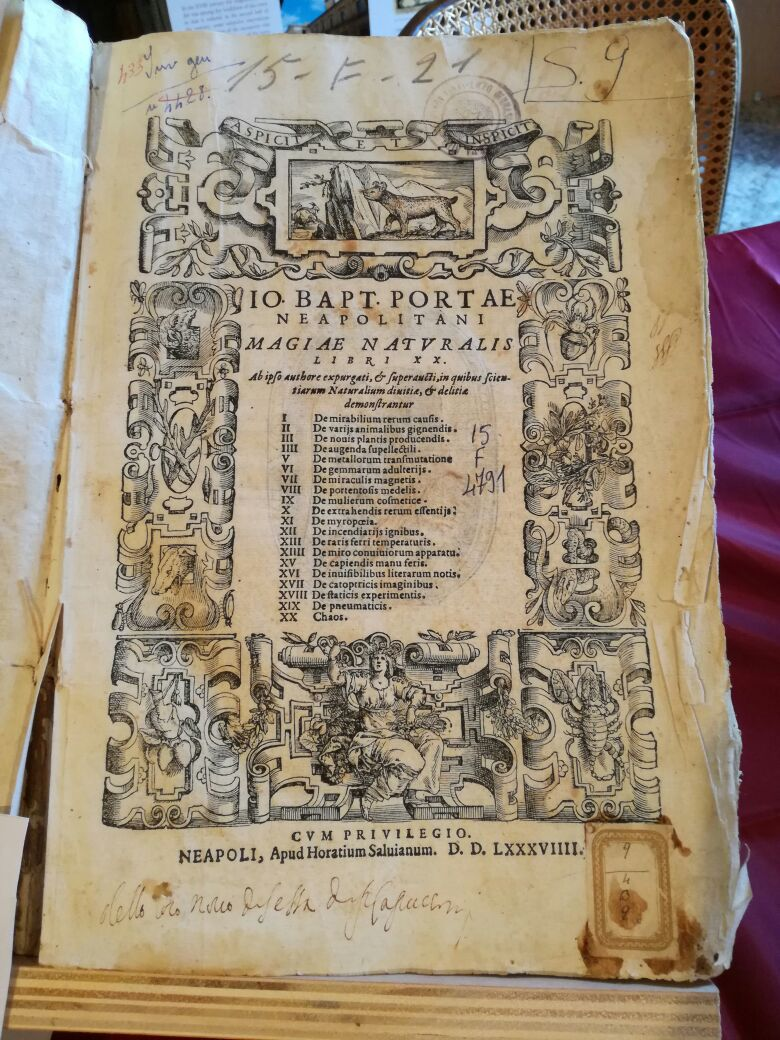
Giovanni Battista Della Porta, Magiae naturalis sive de miraculis rerum naturalium (1584), frontespizio
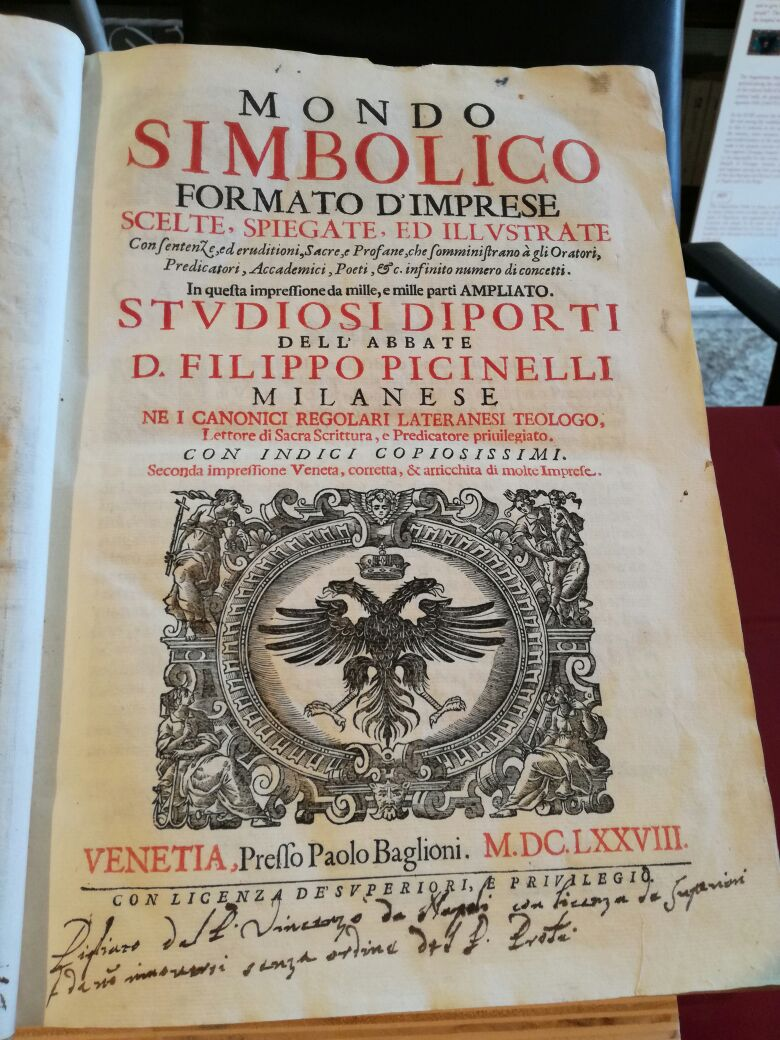
Filippo Picinelli, Mondo Simbolico (1653), frontespizio
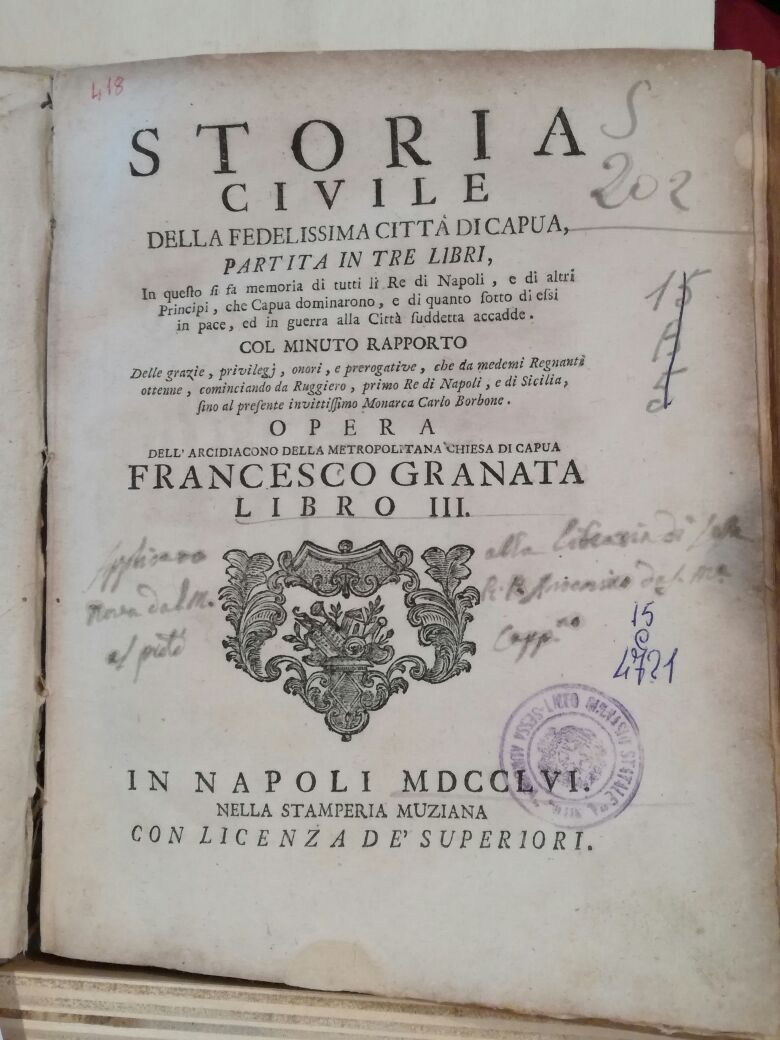
Francesco Granata, Storia civile della fedelissima città di Capua (1752), frontespizio

## Strutture
Al pian terreno si trovano:
- portineria
- palestra
- laboratorio
- chiostro
- cortile esterno
- sala mensa
- secondo cortile

Al primo piano:
- segreteria
- aule del Liceo classico
- sala professori
- biblioteca (anche aula magna)
- aule della scuola primaria
- laboratorio di chimica
- laboratorio di informatica
- torretta

Al secondo piano:
- camere e locali del Convitto
- aule del liceo musicale

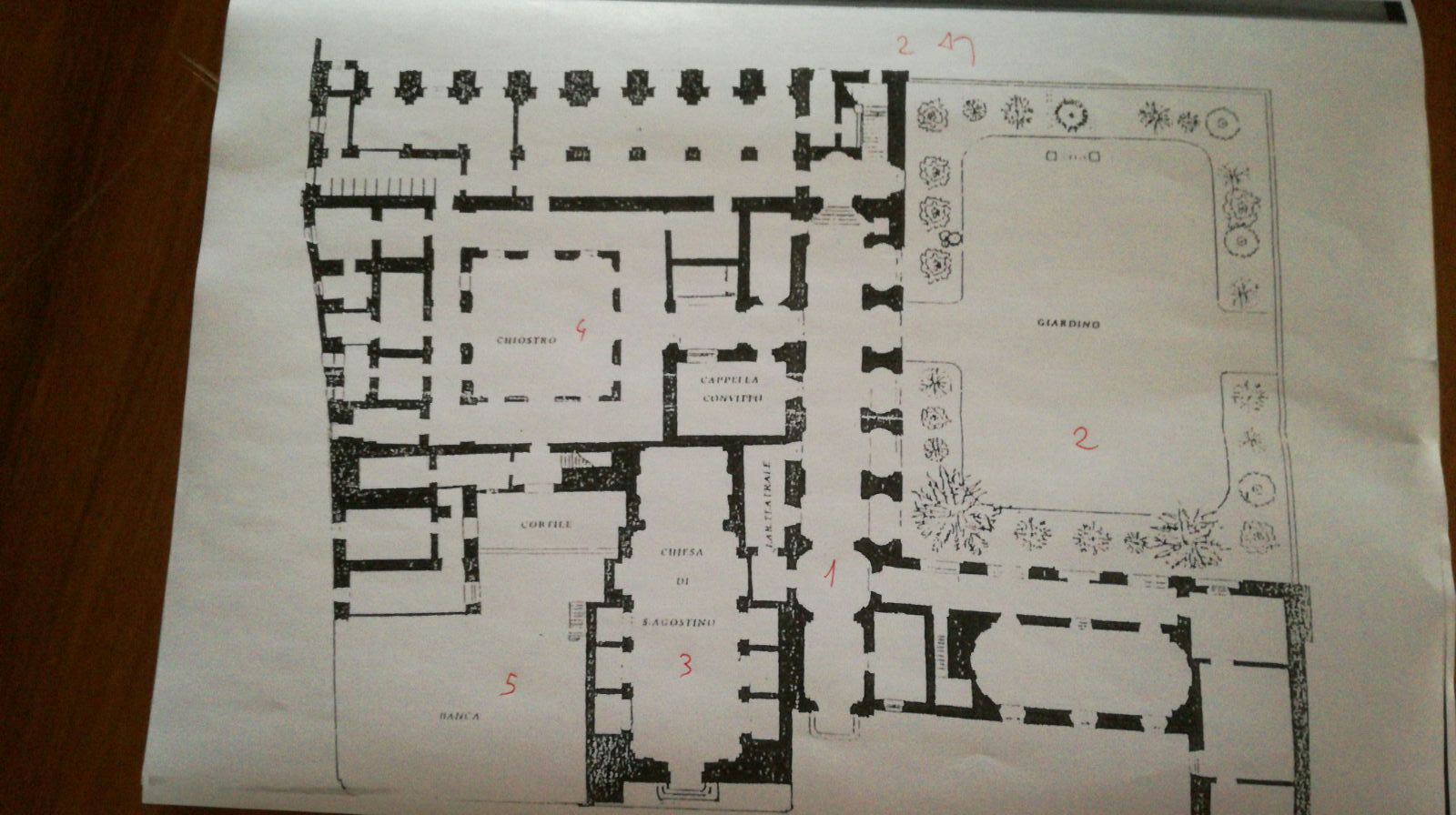
Pianta numerizzata del pianterreno. In ordine:
1: Ingresso
2: Cortili
3: Chiesa di Sant'Agostino
4: Chiostro, ex-convento
5: Banca, prima farmacia, infermeria e spezieria

- aule della scuola secondaria di primo grado